# 民族團結黨 (亞塞拜然)
民族團結黨（亞塞拜然語：Milli Həmrəylik Partiyası）是亞塞拜然的一個意識形態為中間主義的政黨。民族團結黨由馬默德•阿里茲於1992年成立。該黨的基本原則是捍衛亞塞拜然的主權並建立公民社會。民族團結黨的黨員有133280人。
2023年6月9日，民族團結黨宣布解散。